# Bailliage de Ruswil
1386–1798
Entités précédentes :
- Seigneurie de Wolhusen

Entités suivantes :
- District de Ruswil

Le bailliage de Ruswil est un bailliage du canton de Lucerne.

## Histoire
Le bailliage est conquis par Lucerne à la suite de la bataille de Sempach (1386). Il est composé des communes actuelles de Ruswil, Wolhusen, Buttisholz et Grosswangen, et de parties des communes de Nottwil et Oberkirch.